# 德雷 (伊利諾伊州)
德雷（英語：Delrey）是位於美國伊利諾伊州易洛魁縣的一個非建制地區。該地的面積和人口皆未知。

## 地理
德雷的座標為40°40′42″N 88°01′02″W / 40.67833°N 88.01722°W，而該地的平均海拔高度為202米（即663英尺）。